# Alvaro Julio Beyra Luarca
Alvaro Julio Beyra Luarca (ur. 27 maja 1945 w Camagüey) – kubański duchowny rzymskokatolicki, od 2007 biskup Santisimo Salvador de Bayamo y Manzanillo.

## Życiorys
Ukończył studia z inżynierii rolniczej na uniwersytecie w Camagüey. Pracował także w miejscowej kurii jako redaktor naczelny diecezjalnego pisma oraz jako dyrektor sekretariatu ds. kultury. W 1989 wstąpił do seminarium w Hawanie i 24 lutego 1994 przyjął święcenia prezbiteratu, uzyskując inkardynację do archidiecezji Camagüey. Pracował duszpastersko w parafiach archidiecezji, m.in. w Vertientes i Nuevitas.
9 lipca 2007 został mianowany biskupem diecezji Santisimo Salvador de Bayamo y Manzanillo. Sakry biskupiej udzielił mu 25 sierpnia 2007 abp Dionisio García Ibáñez.